# Nicholas Barnes
Nicholas Barnes (nascido em 4 de dezembro de 1967) é um ator britânico de cinema, teatro e televisão. Atualmente aposentado, ele é um romancista de sucesso, tendo escrito suspense como The Dickens Project, Grimm e The Drowned Cathedral.[carece de fontes?]
Barnes e sua primeira esposa, Becky, eram casados desde 1995 até 2000, quando o casamento foi dissolvido. Em 9 de abril de 2004, Barnes casou com sua segunda esposa, Aegina Berg. O casal se divorciou em 2012. Barnes foi casado com sua terceira esposa, Caitlin, desde 24 de agoto de 2013.